# María Francisca Atlántida Coll Oliva
María Francisca Atlántida Coll Oliva, també anomenada Atlántida Coll de Hurtado o Coll-Hurtado, nascuda a Dakar el dia 28 de maig 1941, és una geògrafa mexicana, investigadora i professora de la Universitat Nacional Autònoma de Mèxic (UNAM). És coneguda sobretot per haver publicat el Nou Atlas Nacional de Mèxic (Nuevo Atlas Nacional de México), un treball en què la investigadora coordinava el treball de 50 acadèmics de 40 institucions.

## Biografia
Átlantida Coll és filla de la geògrafa i historiadora catalana (nacionalitzada mexicana) Josefina Oliva Teixell i de l'advocat Antonio Coll Maroto. Tots dos són exiliats republicans de la Guerra Civil espanyola, que els va obligar a fugir del seu país el 1939 cap a França. A causa de la política de la França de Vichy, la parella va viatjar llavors al Senegal, on María Francisca va néixer a l'hospital civil de Dakar. La família va arribar a Mèxic l'any 1941.
Casada amb l'uròleg Luis Manuel Hurtado Olmedo, signa les seves obres Atlántida Coll de Hurtado, o Coll-Hurtado.
Amb el temps, la professora s'ha convertit en una de les geògrafes més reconegudes del seu país.

## Formació
Átlantida Coll Oliva va estudiar geografia a la Facultat de Filosofia i Lletres de la UNAM, on es va graduar l'any 1965. El 1967 va ingressar a l' Institut de Geografia com a ajudant d'investigació i el 1972 va obtenir un màster, especialitat en geomorfologia. Va defensar el seu doctorat l'any 1972 amb una tesi sobre l'agricultura i la geografia a Mèxic, tesi publicada en forma de llibre els anys 1982 i 1985.

## Carrera
Durant el seus primers anys com a investigadora, entre 1967 i 1971, va dedicar-se a la geomorfologia, fet que va fer d'Atlántida Coll una iniciadora dels estudis geomorfològics a Mèxic després del seu director de llicència Gilberto Hernández Corzo (1903-1991). De la mateixa manera, utilitzant tècniques de fotointerpretació per a les seves anàlisis geomorfològiques, va ajudar a llançar aquest mètode a Mèxic. El seu treball va portar al desenvolupament de l'Atles Nacional de Mèxic i el Nou Atles Nacional de Mèxic, aclamats com a obra de referència.
En 2005 va publicar Geografía económica de México (2005), que resumeix les característiques de cadascun dels sectors de l'economia mexicana. Fa un diagnòstic de la situació del país, entre el tercer món i l'economia emergent, i de la seva situació en el context de l'economia mundial actual.
Va donar a conèixer a Mèxic l'obra del famos geògraf francès Pierre George, sobre la qual va aconseguir coordinar un llibre l'any 2009: Una vida entre valles y colinas. Pierre-George: un homenatge .
Des de 1986, és membre del Sistema Nacional d'Investigadors mexicà, reconeixement atorgat pel Consell nacional de la ciència i de la tecnologia (CONACyT) de Mèxic, del qual posseeix la categoria més alta (Nivell III) des de 1995.

## Premis i reconeixements
- Medalla de Doctorat Gabino Barreda (1983)[6]
- Medalla Benito Juárez atorgada per la Societat Mexicana de Geografia i Estadística (2002)[6]
- Medalla Panamericana de Cartografia de l'Institut Panamericà de Geografia i Història, 2009,[1][5]
- Investigador Emèrit de l'Institut de Geografia de la UNAM, 2011,[1][6]
- Premi Internacional de Geocrítica de la Universitat de Barcelona, Espanya, 2014,[1][6]
- Doctorat Honoris Causa per la UNAM, 2017.[5]

## Principals publicacions
- Atlántida Coll de Hurtado. Fotointerpretación geomorfológica del cordón de dunas de la Laguna del Marqués Éstado de Veracruz. (en castellà). Universidad Nacional Autónoma de México, 1969, p. 25. LCCN 70550792.

- Atlántida Coll de Hurtado. El suroeste de Campeche y sus recursos naturales (en castellà). Universidad Nacional Autónoma de México, Instituto de Geografía, 1975, p. 84. LCCN 76469714.
- Atlántida Coll de Hurtado. Es México un país agrícola? un análisis geográfico (en castellà). Siglo Veintiuno Editores, 1982, p. 214. ISBN 9682311497.
- Atlántida Coll-Hurtado. Nuevo atlas nacional de México (en castellà). Universidad Nacional Autónoma de México, Instituto de Geografía, 1990, p. 430. ISBN 978-970- 32-5047-9.
- Atlántida Coll de Hurtado. México, una visión geográfica (en castellà). Plaza y Valdes, 2000, p. 137. ISBN 9683680909.
- Atlántida Coll-Hurtado. Geografía Económica de México (en castellà). Instituto de Geografía, UNAM, Colección Temas Selectos de Geografía de México (II.3), 2005, p. 146. ISBN 9703228232.
- Atlántida Coll-Hurtado. Una Vida entre valles y colinas : Pierre George : un homenaje (en castellà). Universidad Nacional Autónoma de México. Instituto de Geografía, 2009. ISBN 978-607-02-0674-0. OCLC 804486789.